# 펄 잼
펄 잼(Pearl Jam)은 1990년에 결성된 미국의 록 밴드이다. 밴드의 라인업은 창립 멤버인 제프 아멘트 (베이스 기타), 스톤 고사드 (리듬 기타), 마이크 매크리디 (리드 기타), 에디 베더 (리드 보컬, 기타)로 구성되어 있으며, 1998년에 합류한 맷 캐머런 (드럼)도 있다. 키보디스트 붐 개스퍼는 2002년부터 밴드의 투어/세션 멤버로 활동하고 있다. 드러머 잭 아이언스, 데이브 크루젠, 맷 체임벌린, 데이브 애브러지스가 밴드의 전 멤버이다. 펄 잼은 1990년대 초반부터 동시대의 많은 사람들을 능가했고, "90년대 가장 인기 있는 미국의 로큰롤 밴드"로 불릴 정도로 10년 동안 가장 영향력 있는 밴드 중 하나로 여겨진다.

## 구성원
- 에디 베더(Eddie Vedder) - 노래, 리듬 기타
- 제프 아멘트(Jeff Ament) - 베이스
- 스톤 고사드(Stone Gossard) - 리듬 기타
- 마이크 매크리디(Mike McCready) - 리드 기타
- 맷 캐머런(Matt Cameron) - 드럼(1998년 ~ 현재)

다음의 순서대로 드럼 주자가 여러번 바뀌었다.
- 데이브 크루센(Dave Krusen) - 드럼(1990년 ~ 1991년)
- 맷 체임벌린(Matt Chamberlain) - 드럼(1991년)
- 데이브 애브러지스(Dave Abbruzzese) - 드럼(1991년 ~ 1994년)
- 잭 아이언스(Jack Irons) - 드럼(1994년 ~ 1998년)

## 역사

### 결성
1990년 워싱턴주 시애틀, 제프 아멘트와 스톤 고사드는 마더 러브 본(Mother Love Bone)에서 각각 베이스와 기타를 맡고 있었다. 하지만 보컬을 맡고 있던 앤드류 우드의 갑작스런 죽음으로 밴드는 해체되었고, 혼자 곡을 쓰면서 시간을 보내던 스톤 고사드는 곧 마이크 매크리디 그리고 제프 아멘트와 함께 합주 및 연습을 시작하였다. 얼마 후, 그들은 보컬와 드러머를 찾기 위해 다섯개의 자작곡을 임시로 녹음하여 주변에 돌렸다.
당시 레드 핫 칠리 페퍼스의 드럼 주자였던 잭 아이언스도 이 데모 테이프를 하나 받았는데, 같이 농구를 하던 친구인 에디 베더에게 이를 넘겨주었다. 당시 샌디에이고에 살고 있던 에디 베더는 밴드 "배드 라디오(Bad Radio)"에서 노래를 하고 있었다. 그는 그 테이프를 듣고 바닷가에 나가 취미인 서핑을 하며 가사를 집필했다. 집에 돌아온 그는 데모 테이프의 반주 위에 자신의 노래를 녹음하여 되돌려 보냈다. 몇 일 후 그는 시애틀로 올라오라는 연락을 받고, 한 번의 합주 후 밴드의 일원이 되었다.
1990년 10월 22일, 데이브 크루센을 드럼주자로 영입한 그들은 "무키 블레이락"이라는 이름으로 첫 번째 공연을 가진다. 무키 블레이락은 그 당시 활약했던 농구선수의 이름인데, 법적문제를 우려해 결국 "펄 잼"으로 밴드명을 바꾼다.

## 텐(Ten)
1992년 데뷔 음반 《Ten》이 출시하며. 1990년대 초의 그런지 열풍을 일으킨 밴드였던 펄 잼은 이후 뮤직 비디오 만들기를 거부하고 티켓마스터(Ticketmaster)를 상대로 대대적인 불매 운동을 벌이는 등, 전통적인 음악계의 현행에 저항했다. 《롤링 스톤》은 펄 잼을 가리켜 “자기 자신들의 유명세를 스스로 무너뜨리는 데 지난 10년간을 보냈다”고 평하기도 하였다.

## 현재
RIAA의 2006년 12월 기록에 의하면 펄 잼의 미국 내 음반 판매량은 2900만 장을 넘는 것으로 나타났다. 펄 잼은 1990년대 초 전면으로 부상했던 당시 얼터너티브 록의 많은 주자들이 쓰러져 간 것과는 달리 현재까지 지속적으로 활동하고 있으며, 90년대의 가장 영향력 있는 밴드 중 하나로 꼽히고 있다. 21세기에도 꾸준히 히트 음반을 발매하면서 성공적으로 투어를 하고 있으며, 평론가들의 갈채를 받고 있다.

## 음반 목록

### 정규 음반
- 《Ten》(1991년)
- 《Vs.》(1993년)
- 《Vitalogy》(1994년)
- 《No Code》(1996년)
- 《Yield》(1998년)
- 《Binaural》(2000년)
- 《Riot Act》(2002년)
- 《Pearl Jam》(2006년)
- 《Backspacer》 (2009년)
- 《Lightning Bolt》 (2013년)
- 《Gigaton》 (2020년)
- 《Dark Matter》 (2024년)

### 컴필레이션 음반
- 《Lost Dogs》(2003년)
- 《Rearviewmirror: Greatest Hits 1991-2003》(2004년)
- 《Pearl Jam Twenty》(2011년)

### 라이브 음반
- 《Live on Two Legs》(1998년)
- 《Live at Benaroya Hall》(2004년)
- 《Live in NYC 12/31/92》(2006년)
- 《Live at Easy Street》(2006년)
- 《Live at the Gorge 05/06》(2007년)
- 《Live at Lollapalooza 2007》(2007년)
- 《Live on Ten Legs》(2011년)
- 《9.11.2011 Toronto, Canada》(2011년)

## 같이 보기
- 로큰롤 명예의 전당 헌액자 목록